# Narella bellissima
Narella bellissima is een zachte koraalsoort uit de familie Primnoidae. De koraalsoort komt uit het geslacht Narella. Narella bellissima werd in 1915 voor het eerst wetenschappelijk beschreven door Kukenthal. 